# José Melo de Oliveira

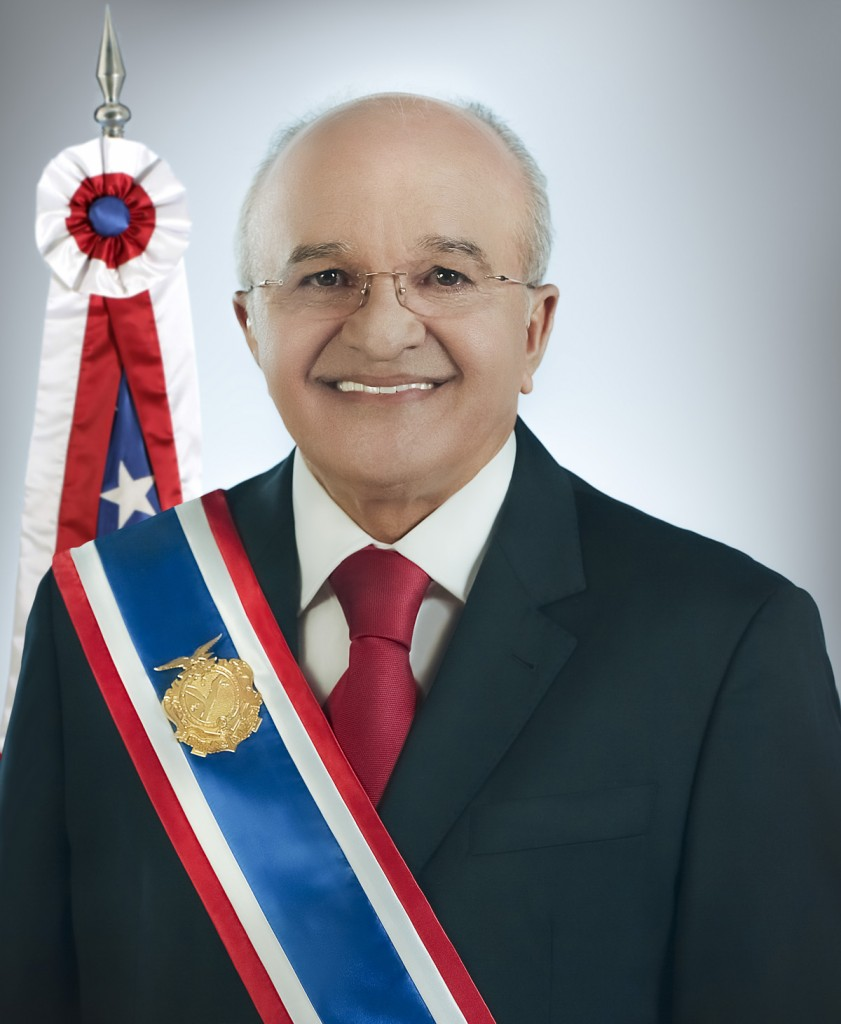
José Melo de Oliveira, 2015

José Melo de Oliveira, bekannt als José Melo, (* 26. September 1946 in Ipixuna) ist ein brasilianischer Wirtschaftswissenschaftler und Politiker. Er war von 2014 bis zur Amtsenthebung 2017 Gouverneur seines Heimatstaates Amazonas.

## Leben
Oliveira ist in Ipixuna geboren, das damals ein kleines Flussdorf unter der Verwaltung von Eirunepé war. Er hatte an der Universidade Federal do Amazonas in Manaus Wirtschaftswissenschaften studiert, war dann Gymnasiallehrer und unterrichtete selbst von 1970 bis 1984 an der Universität. Bereits zu Universitätszeiten hatte er einige politische Aufgaben übernommen.

## Politische Laufbahn
Er trat 1985 in den Partido Democrata Cristão (PDC) ein, in dem er bis 1993 blieb. Als Parteiwechsler folgten von 1993 bis 1995 der Partido Progressista Reformador (PPR), 1995 die Progressistas (PPB), von 1995 bis 1997 der Partido Social Liberal (PSL), von 1997 bis 2003 die heute als Democratas bezeichnete PFL, von 2003 bis 2013 war er Mitglied des Partido Movimento Democrático Brasileiro (PMDB) und ist seit 2013 Mitglied des Partido Republicano da Ordem Social (PROS).
Seine Karriere begann, als er sich bei den Wahlen in Brasilien 1994 von dem Partido Progressista Reformador als Bundesabgeordneter für seinen Heimatstaat in die Abgeordnetenkammer des Nationalkongresses erfolgreich aufstellen ließ. Durch Wiederwahl war er dort zwei Legislaturperioden bis 2003 im Amt. Er wechselte dann für den Partido Frente Liberal, heute die Democratas, in die Landespolitik als Abgeordneter in der Legislativversammlung von Amazonas in der Amtszeit von 2003 bis 2007.
Er ließ sich 2010 vom Partido Movimento Democrático Brasileiro als Kandidat für das Amt des Vizegouverneurs aufstellen, erfolgreicher Hauptkandidat für den Gouverneursposten war Omar Aziz, der bis 4. April 2014 im Amt blieb. Bei seiner Kandidatur als Vizegouverneur 2010 hatte Oliveira Manaus als Geburtsort angegeben.
Als Nachrücker übernahm er vom 4. April 2014 bis 1. Januar 2015 die Stelle als Gouverneur ein und stellte sich bei den Wahlen in Brasilien 2014 als Kandidat auf. Er gewann die Stichwahl gegen Eduardo Braga mit 869.992 oder 55,54 % der gültigen Stimmen, wobei ihm später Stimmenkauf nachgewiesen wurde.
Am 26. Januar 2016 annullierte das regionale Wahlgericht des Bundesstaats TRE-AM die Wahl von José Melo und des Vizegouverneurs Henrique Oliveira. Sie blieben jedoch interimistisch im Amt. Am 4. Mai 2017 bestätigte das Bundeswahlgericht TSE, die Wahl Melos und seines Vize-Gouverneurs Henrique Oliveira wegen Stimmenkaufs zu annullieren. Der Präsident der Legislativversammlung von Amazonas (ALEAM), David Almeida, wurde interimistisch Gouverneur. Bei den Ersatzwahlen am 6. August und am 27. August wurde Amazonino Mendes im zweiten Wahlgang für den Rest der Amtsperiode bis 2018 als Gouverneur gewählt.
Am 21. Dezember 2017 wurde José Melo de Oliveira von der Bundespolizei festgenommen und vorläufig in einem Gefängnis in Rio Preto da Eva inhaftiert.

## Kontroversen
In die Zeit, als José Melo das Amt des Gouverneurs noch interimistisch ausübte, fällt das Massaker im Gefängnis Complexo Penitenciário Anísio Jobim (COMPAJ) mit 56 Toten. Dabei hatten Angehörige des Drogenkartells Família do Norte (FDN) Mitglieder des verfeindeten Kartells Primeiro Comando da Capital (PCC) äußerst brutal ermordet. Die Regierung Melo hatte vor dem ersten Wahlgang 2014 mit der FDN ein Abkommen ausgehandelt, das angeblich solche Ereignisse verhindern sollte. Dabei hatte die FDN aber auch 100.000 Stimmen für die Wahl von José Melo de Oliveira angeboten.